# Staedtler
Die Staedtler SE (Eigenschreibweise STAEDTLER) mit Hauptsitz in Nürnberg ist eines der ältesten Industrieunternehmen und einer der ältesten Hersteller von Schreibgeräten in Deutschland. 
Das Unternehmen ist europaweit einer der größten Hersteller für holzgefasste Stifte, Folienstifte, Radierer, Feinminen und Modelliermassen sowie Weltmarktführer für Industrieplastilin. Etwa zwei Drittel der Produkte werden in Deutschland hergestellt.

## Unternehmensstruktur
Das operative Geschäft der Unternehmensgruppe gliedert sich in die beiden Unternehmensbereiche Schreib- und Zeichengeräte sowie Industrial. Der internationale Vertrieb ist in 26 verbundenen Unternehmen organisiert. Für die nachhaltige Bewirtschaftung des Rohmaterials Holz unterhält Staedtler eine unternehmenseigene Plantage. Die 1997 gegründete Staedtler-Stiftung, eine öffentliche Stiftung des bürgerlichen Rechts, hält sämtliche Anteile der Staedtler-Unternehmensgruppe.
Staedtler betreibt weltweit sechs Produktionsstätten. In Deutschland produziert das Unternehmen in Nürnberg, Sugenheim, Neumarkt in der Oberpfalz und Hengersberg. Hier beschäftigt das Unternehmen etwa die Hälfte seiner Mitarbeiter. Weitere Produktionsstandorte befinden sich in Peru.

## Name und Logo

Titelseite eines Kataloges von 1908 mit Halbmond und Marskopf.

Bis 1919 firmierte das 1835 gegründete Unternehmen nach seinem Gründer Johann Sebastian Staedtler als „J.S. Staedtler Bleistift-Fabrik“. 1919 band Inhaber Rudolf Kreutzer die Premiummarke Mars in den Firmennamen ein und nannte das Unternehmen in „J.S. Staedtler 'Mars' Schreibwarenfabrik“ um. Zusätzlich führte er die „marsblaue“ Farbe der Mars-Stiftpolitur als Markenfarbe ein. Um 1885 verwendete Staedtler als Fabrikmarke ein Posthorn. Ab spätestens 1890 bis 1947 wurde ein Halbmond geschütztes Logo des Unternehmens. Dann ersetzte der Marskopf schrittweise den Halbmond. Seit 1969 verwendet das Unternehmen nur noch den grafisch immer stärker stilisierten und abstrahierten Marskopf als Firmenlogo.

## Produktmarken
Im Unternehmensbereich Schreib- und Zeichengeräte werden rund 5000 Einzelprodukte hergestellt. Das Portfolio umfasst die Bereiche Malen, Marker, Schreibgeräte, Technisches Zeichnen, Bleistifte, Fimo Modelliermassen, edle Schreibgeräte und Künstlerbedarf.
Das Unternehmen führt zahlreiche geschützte Produktmarken. Einen hohen Bekanntheitsgrad bei den Endverbrauchern besitzen folgende eingeführte Marken.

### Mars

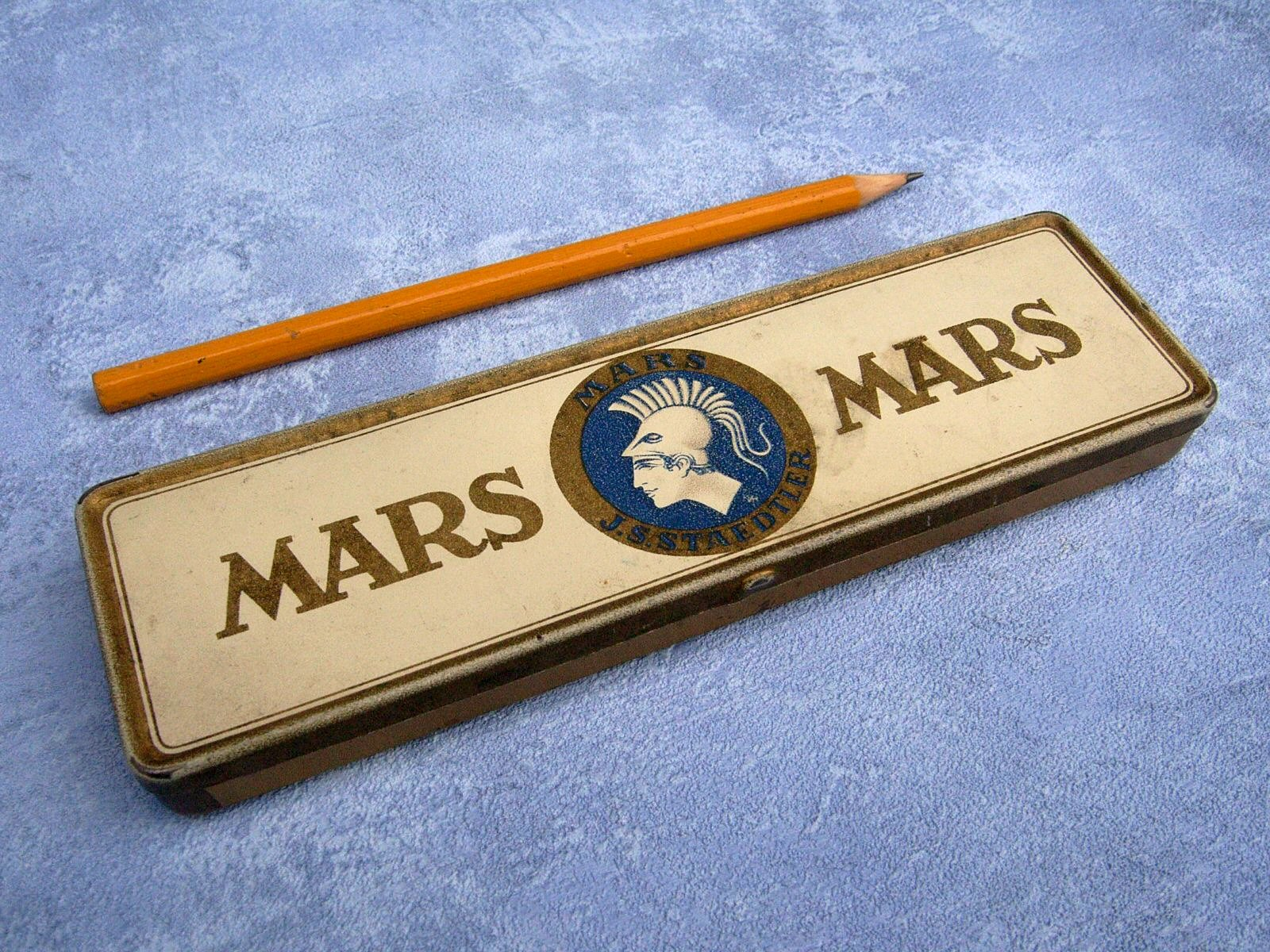
Historische Mars Lumograph Dutzendschachtel.

Die Marke Mars meldete das Unternehmen am 19. Dezember 1900 beim Kaiserlichen Patentamt an. Erstmals 1901 erschienen, entwickelten sich die Mars Bleistifte zur Premiummarke der Firma. 1925 erhielt die Marke bzw. der Bleistift-Lack einen eigenen Farbton. Aus dem Mars Bleistift in „hellblauer Politur“ wurde die „marsblaue Politur“. Am 20. August 1930 meldete Staedtler die Wort-Bildmarke „Lumograph“ beim Patentamt an und der Bleistift wurde fortan unter diesem Markennamen produziert 2022 ist der Zeichenbleistift Mars Lumograph 100 in 24 verschiedenen Härtegraden von 12B bis 10H verfügbar.

### Lumocolor
1953 meldete das Unternehmen den Markennamen „Lumocolor“ beim Deutschen Patentamt für Foliendrehstifte und Minen an, die für farbige Tageslichtprojektionen einsetzbar waren. Am 30. April 1954 erfolgte der Eintrag des Warenzeichens. 1967 präsentierte Staedtler als erster Hersteller einen Foliendrehstift für die Tageslichtprojektion mit dem Namen „Lumocolor“. 1967/68 folgten die Lumocolor Overhead Faserschreiber 315 und 317 als erste nicht-permanente und permanente Lumocolor Faserstifte. Die Stifte werden seitdem als permanente und non-permanente Marker geführt. Sie eignen sich für die Beschriftung von Glas, Metall und sonstigen glatten Oberflächen. Ab 1974 wurde das Lumocolor-Sortiment um Overhead-Breitschreiber mit Keilspitze für die Overheadprojektion ergänzt. Staedtler hatte ab Ende der 1970er Jahre fünf verschiedene Spitzen sowie ein umfangreiches Sortiment an Folien entwickelt. Für den Lumocolor konstruierte das Unternehmen die Staedtler Box, eine patentierte Multifunktionspackung, die 2000 im Markt eingeführt wurde.

### Noris

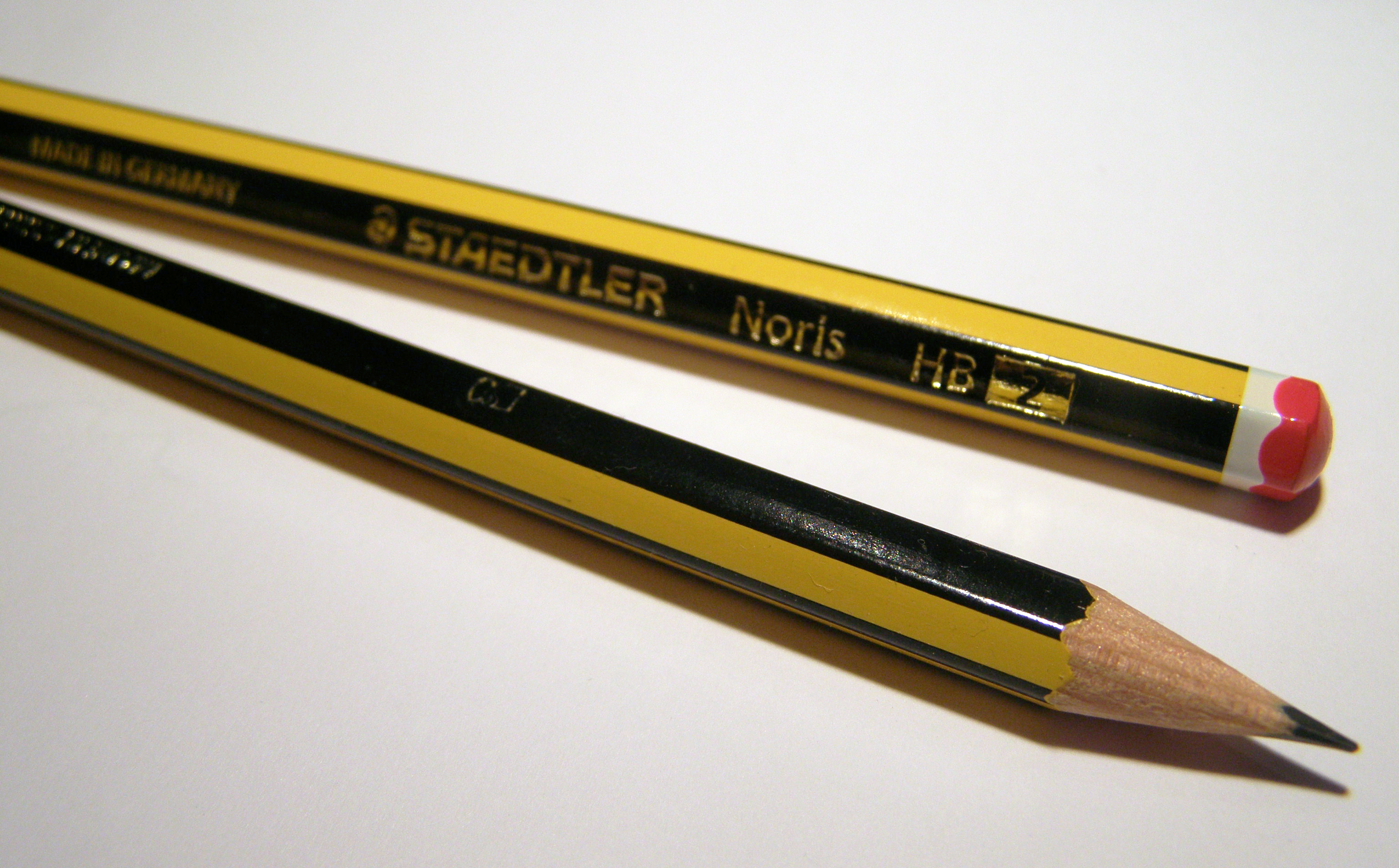
Noris Bleistifte von Staedtler

Die Markteinführung des Noris Bleistiftes mit der Artikelnummer 1100 erfolgte im Jahr 1934. Die Marke Noris selbst meldete das Unternehmen bereits 1901 beim Kaiserlichen Patentamt an. Vorläufermodelle vertrieb der Hersteller bereits seit Anfang des 20. Jahrhunderts unter anderen Artikelnummern. 1934 erscheint erstmals der Noris in gelb/orange mit dunkelbraunem Traditions-Streifenmuster. Drei Jahre später wurde das Design des Noris Bleistiftes um ein schwarzes Käppchen und einen weißen Zierring ergänzt. 1955 erhielten die Noris Bleistifte erstmals verschiedenfarbige Käppchen je nach Härtegrad. Bis 1966 vertrieb Staedtler den Noris Bleistift unter der Artikelnummer 1100. Seit dem 1. Januar 1967 trägt der Noris Bleistift seine bis heute genutzte Artikelnummer 120. Der Bleistift wird heute in fünf verschiedenen Härtegraden von 2B bis 2H angeboten.
Das Design des Noris Bleistifts besitzt einen hohen Bekanntheitsgrad. Bei einer Passanten-Umfrage in einer Einkaufsstraße in Großbritannien 2017 sollten die Teilnehmer einen Bleistift zeichnen. 28 der 63 Befragten zeichneten einen Bleistift mit gelb-schwarzen Streifen, der an den Noris Bleistift erinnert.

### triplus
Am 10. Januar 1997 wurde die Wortmarke triplus als Markenzeichen von Staedtler in Deutschland eingetragen. Zunächst zielte das triplus-Sortiment mit einem holzgefassten Schreiblernstift, Farbstiften und Wachsmalkreiden auf den Schulmarkt ab. Ab der Jahrtausendwende baute Staedtler das triplus Sortiment mit Kugelschreibern, Fasermalern, Textmarkern, Gelrollern, Druckbleistiften und dem Fineliner weiter aus. Gemeinsam ist allen Stiften der namensgebende ergonomische Dreikantschaft. Den triplus fineliner brachte Staedtler 2003 auf den Markt, der mit einer Tinte auf Wasserbasis schreibt, die somit aus Textilien auswaschbar ist. Der Hersteller wirbt mit der dry safe-Eigenschaft, durch die die in Metall gefasste Spitze nicht austrocknet, auch wenn sie ohne Kappe abgelegt wird. Der triplus fineliner wird in 60 Farben hergestellt.

### FIMO

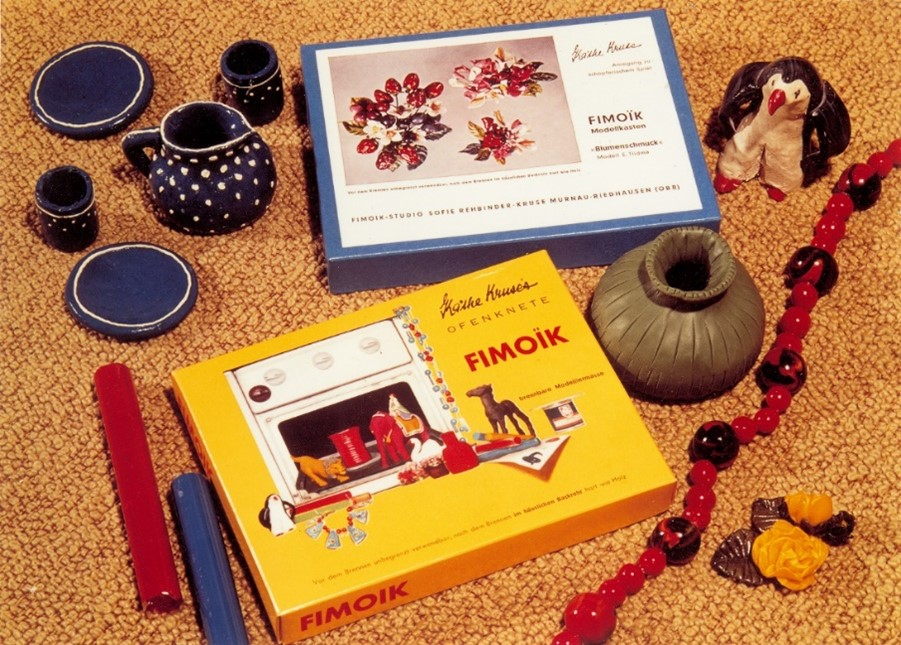
Die ersten Knetkästen Käthe Kruses Ofenknete FIMOIK kamen 1954 auf den Markt.

Eine Rezeptur für leicht formbare Modelliermassen wurde 1939 von Sophie Rehbinder-Kruse, der Tochter der Puppenmacherin Käthe Kruse, entwickelt. Aus der Masse, die erstmals wie Knetmasse verarbeitet und im hauseigenen Backofen gehärtet werden konnte, ließen sich etwa Vasen, Mosaike und andere Gegenstände herstellen. 1954 kam das über die Jahre weiter entwickelte Produkt unter dem Namen FIMOIK (ein Akronym des Spitznamens der Erfinderin Fifi, Modelliermasse und Mosaik) auf den Markt. 1964 kaufte die Firma Eberhard Faber die Rechte an dem Produkt. Das Unternehmen entwickelte die Modelliermasse weiter und vertrieb es ab 1966 unter dem neuen Namen FIMO auf dem internationalen Markt. Mit dem Kauf des Unternehmens Eberhard Faber durch Staedtler 1978 gingen die Rechte an FIMO an das Nürnberger Unternehmen über. Seit 2009 wird FIMO von Staedtler unter der eigenen Herstellermarke vertrieben.

## Unternehmerische Sozialverantwortung
Ende des Zweiten Weltkrieges und dem damit verbundenen politischen und sozialen Zusammenbruch begann der damalige Geschäftsführer Rudolf Kreutzer nach neuen Wegen zur „Bildung einer echten Betriebsgemeinschaft“ zu suchen. 1947 nahm er etwa 20 langjährige Mitarbeiter als Stille Gesellschafter in die Kommanditgesellschaft auf. Sie sollten dadurch stärker am Ertrag des Unternehmens beteiligt werden. Kreutzer beabsichtigte, das Eigentum nicht nur breiter zu verteilen, sondern „auf Dauer zu neutralisieren“. Deshalb richtete er 1950 mit seiner Ehefrau die „Rudolf- und Clara-Kreutzer-Stiftung“ ein. Sie sollte als neutraler Eigentumsträger das Unternehmen besitzen. Die Einkünfte der Stiftung sollten zu drei Viertel dem Rudolf-Steiner-Schulwesen und zu einem Viertel dem Rudolf-Steiner-Fonds für wissenschaftliche Forschung zugutekommen.
1997 wurde die Staedtler-Stiftung errichtet. Sie sollte zukünftig die Funktion der Rudolf- und Clara-Kreutzer-Stiftung übernehmen und Eigentümerin der Unternehmensgruppe werden. Im August 2000 erfolgte die Trennung der stillen Beteiligung der Rudolf- und Clara-Kreutzer-Stiftung an der Unternehmensgruppe. Die Staedtler-Stiftung wurde zur Eigentümerin des Unternehmens. Sie ist dem Leitgedanken verpflichtet, dass „Ideen und Wissen das Kapital der Zukunft sind.“

### Nachhaltige Forstwirtschaft
Da Holz essenzieller Rohstoff für die Produktion von Blei- und Buntstiften ist, unterhält Staedtler nach eigenen Angaben seit 2017 eine eigene Plantage zur nachhaltigen Forstwirtschaft in Ecuador. Auf rund 1.200 Hektar ehemaligem Weideland werden Gmelina-arborea-Bäume gepflanzt. Das Holz dieser Bäume lässt sich maschinell gut verarbeiten und gut verkleben. Die Plantage dient dabei auch als Lebensraum für Tiere und schützt somit die Biodiversität. Heute verarbeitet das Unternehmen ausschließlich Hölzer aus PEFC- oder FSC-zertifizierten Beständen.

### Soziale Verantwortung
2006 unterzeichnete das Unternehmen eine Sozialcharta zum Schutz von internationalen Arbeitnehmer- und Menschenrechten. Es setzt sich nach eigenen Angaben für die Zahlung gerechter Löhne sowie soziale Verantwortung ein und spricht sich gegen Zwangs- und Kinderarbeit sowie Diskriminierung aus. Am 6. Mai 2008 rief Staedtler erstmals den jährlichen Weltkindermaltag aus. Seitdem werden jedes Jahr Kinder auf der ganzen Welt aufgerufen, zu malen und damit Gutes zu tun. Für jedes eingereichte Bild unterstützt Staedtler Kinderhilfsorganisationen mit 1 Euro. 2021 erhielt das Unternehmen rund 31.000 Zeichnungen aus 19 verschiedenen Ländern. Seit 2016 spendete STAEDTLER Produkte an die Initiative innatura. Diese sammelt Sachspenden von Unternehmen und vermittelt diese an gemeinnützige Organisationen weiter.

### Bildungsförderung
Die Grund- und Mittelschule in Nürnberg-Neunhof benannte sich 2010 nach dem Bleistiftmacher Friedrich Staedtler. Die Schule wird vom Unternehmen mit Sachspenden unterstützt.

## Geschichte

### Gründung und Verkauf

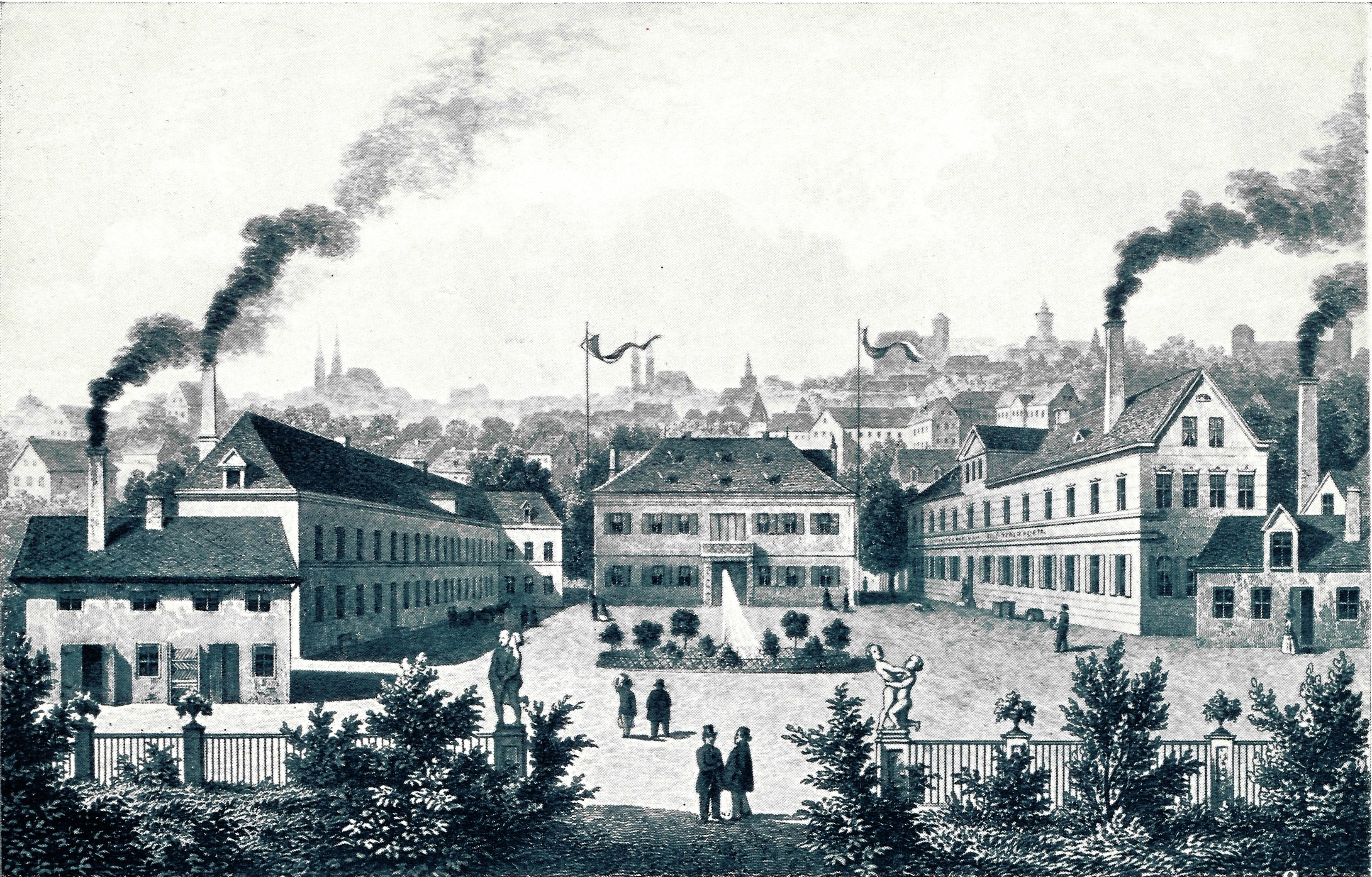
Bleistiftfabrik J.S. Staedtler 1860.

Das Unternehmen wurde am 8. Oktober 1835 von Johann Sebastian Staedtler, dem Erfinder des holzgefassten Farb- bzw. Buntstiftes auf Ölkreidebasis, gegründet. Er war ein direkter Nachkomme von Friedrich Staedtler, dem ersten namentlich bekannten deutschen Bleistiftmacher. Johann Sebastian Staedtler selbst konnte im Handwerksbetrieb seines Vaters, dem Bleistiftmacher Paulus Staedtler, Kenntnisse in der handwerklichen Fertigung von Bleistiften sammeln und erfolgreich auf die industrielle Produktion übertragen. Nach Ablegen der Prüfung zur Führung einer Bleistiftfabrik erhielt er am 8. Oktober 1835 die Gewerbekonzession für die fabrikmäßige Herstellung von Bleistiften. Um 1840 produzierte das Unternehmen über 50 verschiedene Bleistiftsorten und ab 1856 runde und sechskantige Zedernholzstifte in jeweils 48 Farben. 1866 stellte es mit 54 Arbeitern über 2 Millionen Stifte im Wert von 75.000 Gulden her. Damit rangierte das Familienunternehmen an sechster Stelle unter den mehr als zwanzig im Nürnberger Raum angesiedelten Bleistiftherstellern. Das Absatzgebiet erstreckte sich neben dem Zollverein und den angrenzenden europäischen Staaten bis nach Amerika und in den Nahen Osten.
1850 trat Johann Georg Staedtler der Ältere (1822–72) als Geschäftsführer in das Unternehmen ein. Mit Vertrag vom 31. Dezember 1855 übergaben Johann Sebastian Staedtler und seine Frau die Bleistiftfabrik „J.S. Staedtler“ an ihre drei ältesten Söhne, Johann Georg den Älteren, Johann Georg den Jüngeren (1832–76) und Wolfgang Staedtler (1825–85). In und nach der Gründerkrise 1873 geriet das Unternehmen in wirtschaftliche Schwierigkeiten. Abraham Jakob der Jüngere (1852–1922), Sohn von Johann Georg d. Ä., verkaufte 1878 die Firma „J.S. Staedtler“ an den nicht zur Familie gehörenden Geschäftsmann Georg Reindel. Bereits 1856 trat Wolfgang Staedtler aus dem Unternehmen J.S. Staedtler aus und gründete am Albrecht-Dürer-Platz in Nürnberg mit seinem Bruder Abraham Jakob d. Ä. (1835–82) eine eigene Bleistiftfabrik unter dem Namen Wolfgang Staedtler & Co. 1866 fertigten sie mit zwölf Beschäftigten Blei- und Farbstifte im Wert von 24.000 Gulden, die sie ausschließlich im regionalen Markt absetzten. Das Unternehmen Wolfgang Staedtler & Co. existierte bis 1912 und wurde dann in die Bleistiftfabrik J.S. Staedtler integriert. Damit endete das Engagement der Familie Staedtler in der Bleistiftfabrikation in Nürnberg.

### Aufstieg zum Großbetrieb

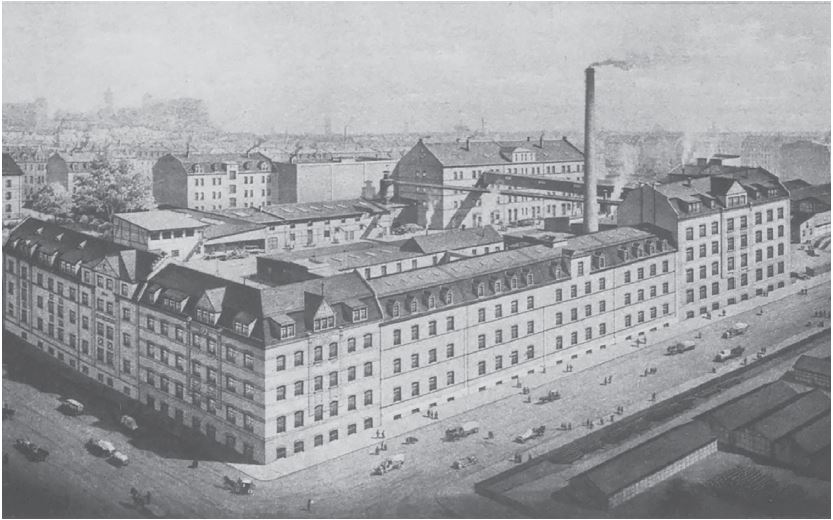
Ansicht der Fabrik im Kirchenweg um 1920. Damals arbeiteten 448 Beschäftigte für Staedtler im Nürnberger Stadtteil St. Johannis.

1880 trat Ludwig Kreutzer (1854–1926) in das Unternehmen ein, das er ab 1883 allein führte. 1888 folgte sein Bruder Hans Kreutzer (1861–1911) als Teilhaber und 1911 sein Sohn Rudolf Kreutzer (1887–1976). Unter der Leitung der Familie Kreutzer entwickelten sich das Unternehmen zu einem international operierenden Großbetrieb. Ende des 19. Jahrhunderts und Anfang des 20. Jahrhunderts meldete STAEDTLER einige bis heute bekannte Marken beim kaiserlichen Patentamt in Berlin an, wie etwa die Marke Mars im Jahr 1900 oder die Marke Noris 1901.
Nach Ende des Ersten Weltkrieges versuchte Rudolf Kreutzer, damaliger Geschäftsführer, das Unternehmen und das Exportgeschäft zu reorganisieren. Staedtler expandierte daraufhin in den zwanziger Jahren, und es kam zur Gründung von Niederlassungen in New York/USA 1922, Osaka/Japan 1926 und London/Großbritannien 1929. Ab 1. Juli 1924 firmierte das Unternehmen als Kommanditgesellschaft, deren Gesellschafter Ludwig Kreutzer und seine Söhne Rudolf und Walter Kreutzer waren. Rudolf Kreutzer heiratete am 12. November 1921 in zweiter Ehe Clara Herberg. Durch sie kommt der Unternehmer mit der Anthroposophie in Berührung, welche sein zukünftiges Handeln stark prägen
sollte.
1937 erwarb die Firma die Ansbacher Füllhalter- und Patentstiftfabrik und erweiterte damit die Produktpalette der mechanischen Schreibgeräte. Der Firmenname wurde deswegen in Mars Bleistift- und Füllhalterfabrik geändert. Im Zweiten Weltkrieg wurde es für das Unternehmen immer schwieriger, die für die Produktion nötigen Ressourcen zu beschaffen. So wurden ab 1943 nur noch unpolierte holzgefasste Stifte in Deutschland angeboten, wogegen sie für den Export noch poliert verkauft wurden. Während des Krieges wurde die Fabrik im Nürnberger Kirchenweg mehrmals bei Luftangriffen durch Fliegerbomben beschädigt.
1949 begann Staedtler mit der Herstellung von Kugelschreibern. Unter dem Markennamen Marsmatic vertreibt Staedtler eine eigene Serie von Tuschefüllern, die vorwiegend zum technischen Zeichnen verwendet wurden. Sein Sortiment ergänzte STAEDTLER mit der Produktion von Fallminenstiften (für Minen mit typischen 2,00 mm Durchmesser), Druckbleistiften sowie entsprechenden Minen. 1951 wurde der Marskopf als Bildzeichen angemeldet und ein Jahr später eingetragen. In den 1950er Jahren wuchs das Unternehmen stetig, weshalb der Hauptsitz im Kirchenweg in Nürnberg erweitert werden musste. Am 19. August 1960 erwarb Staedtler eine ehemalige Bäckerei in Sugenheim und errichtet einen Zweigbetrieb für die Füllschreibgeräte-Fertigung. 1962 begann Staedtler mit der Produktion von Tuschezeichnern und 1964 mit Filz-, Faser- und Overheadstiften. In den 1960er Jahren wurden zusätzlich weitere Niederlassungen wie etwa in Kanada, Niederlanden und Australien gegründet.
Am 31. Dezember 1967 schieden die Komplementäre Rudolf Kreutzer und Georg Wißmüller aus der aktiven
Geschäftsführung aus. Beide blieben als Kommanditisten der Firma verbunden, Rudolf Kreutzer amtierte weiterhin als
Vorsitzender der Stiftung.

### Internationale Gruppe

Hauptsitz des Schreibwarenherstellers STAEDTLER Mars in Nürnberg.

Nach dem Ausscheiden von Rudolf Kreutzer 1967, befand sich seit 1880 erstmals kein Familienmitglied der Familie Kreutzer in der Geschäftsführung der Firma. Ab 1. Januar 1970 waren die Komplementäre des Unternehmens Hans Kunz, Kurt Ebert und Dr. Hermann Eger. Das Unternehmen beschäftigte zu Beginn der 1970er Jahre rund 1.200 Mitarbeiter.
1975 begann das Unternehmen mit dem Neubau eines Warenverteilzentrums in Nürnberg Neunhof, dem heutigen Hauptstandort von Staedtler, das bereits nach einem Jahr bezogen werden konnte. Nach Jahrhunderten im Zentrum der Stadt Nürnberg, wurde nun ein Grundstück am Stadtrand Nürnbergs als Stammsitz gewählt. Am 3. Juni 1986 erfolgte die Grundsteinlegung für die Firmenzentrale in Nürnberg Neunhof und 1988 die Fertigstellung.
1978 übernahm Staedtler das Konkurrenzunternehmen Eberhard Faber mit seiner Produktionsstätte in Neumarkt in der Oberpfalz. Die Marke Eberhard Faber befindet sich seit 2009 im Besitz der Firma Faber-Castell. Ende der 1970er-Jahre gehörten 23 Auslandsfirmen zur Staedtler-Gruppe, unter anderem in Österreich, den Niederlanden, Belgien, Italien, Schweden, Großbritannien, Spanien, USA, Kanada, Australien, Südafrika, Malaysia, Singapur, Japan, den Philippinen, Frankreich, Hongkong und Brasilien.
Ab 1989 übernahm Staedtler den Vertrieb für die Firma R. Dummert beziehungsweise die élysée Schreibgeräte GmbH mit Sitz in Pforzheim. 1991 wurde das Unternehmen mit seiner Marke élysée aufgekauft.
1980 reagierte Staedtler auf vermehrte Anfragen aus der Kfz-Industrie nach Plastilin zur Entwicklung von dreidimensionalen plastischen Modellen von Fahrzeugen und startete die Entwicklung von Clay (Industrieplastilin). 1983 folgte dessen Markteinführung unter dem Namen Faber clay, der seit 2009 unter dem Namen Marsclay vertrieben wird. Das Produkt führte zum Aufstieg der späteren Produktsparte Staedtler Industrial Products. 2000 folgte mit der Einführung von Marsclay light ein gewichtsreduziertes Industrie-Plastilin als Antwort auf die immer größer werdenden Automobilkarosserien und das durch das höhere Gewicht schwierigere Handling der Clay-Modelle. 2009 übernahm Staedtler die Firma Franz Kolb GmbH, Erfinderin des Plastilins.

### Staedtler Stiftung
Am 16. April 1997 erfolgte die Gründung der Staedtler-Stiftung. Der Stiftungsvorstand ist ein Organ der Stiftung und hat als Hauptaufgaben gemäß der für die STAEDTLER-Stiftung geltenden, von der Aufsichtsbehörde ([Regierung von Mittelfranken]) genehmigten Satzung, die Berufung und Abberufung der Geschäftsführer sowie die Erhaltung des Stiftungsvermögens vorzunehmen.
Ziel der gemeinnützigen Stiftung ist es, wissenschaftliche Forschung zu fördern, insbesondere der Friedrich-Alexander-Universität Erlangen-Nürnberg und der Technischen Hochschule Nürnberg Georg Simon Ohm, sowie kulturelle Projekte in der Metropolregion Nürnberg. Es werden jährlich Promotionspreise verliehen und etwa die „Vesperkirche Nürnberg“ oder das Germanische Nationalmuseum in Nürnberg gefördert. Seit ihrer Gründung spendete die Staedtler-Stiftung über 17 Millionen Euro für mehr als 500 gemeinnützige Projekte in Wissenschaft und Kultur.

## Erfindungen
Johann Sebastian Staedtler ist der Erfinder des Farbstifts auf Ölkreide-Basis. Am 26. Februar 1834 kündigte er im „Korrespondenten von und für Deutschland“ dem „hochverehrten Handelsstande so wie auch den Herren Künstlern“ an, „dass es mir endlich durch viele Nachforschen gelungen ist, Röthelstifte hervorzubringen, welche in Hinsicht ihrer Güte alle früheren Sorten weit übertreffen, sich gleich den Bleistiften aufs Feinste spitzen lassen, vortrefflich schreiben, die Farbe unverändert halten und stets von gleicher Härte bleiben.“

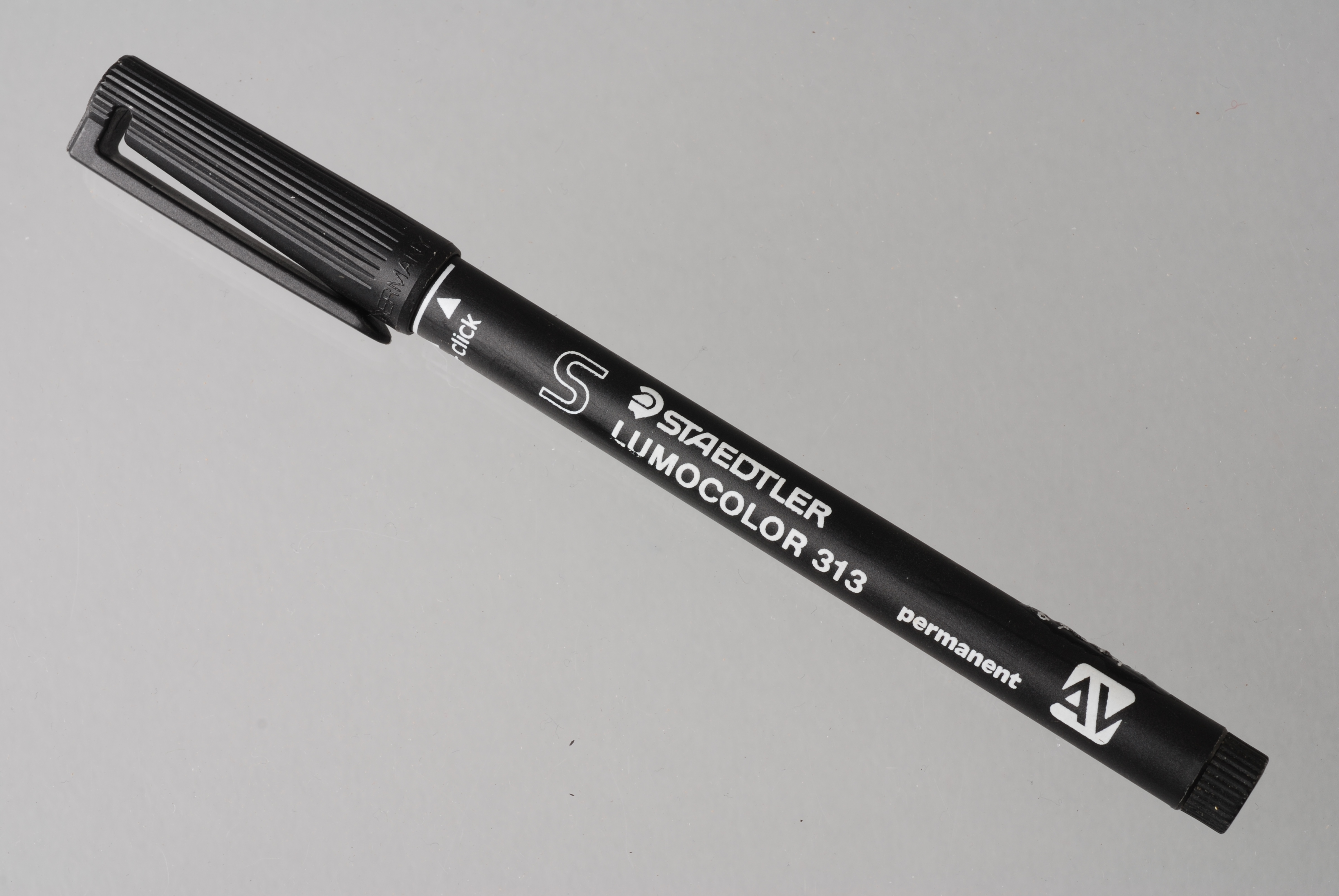
Staedtler Lumocolor 313 (1980–1985)

Am 30. April 1954 erfolgte der Eintrag des Warenzeichens „Lumocolor“. 1967 präsentierte Staedtler als erster Hersteller einen Faserschreiber für die Tageslichtprojektion mit wasserlöslicher Spezialtinte in acht leuchtenden Farben, den Staedtler Lumocolor. Ende der 60er Jahre entwickelte Staedtler den Lumocolor permanent Faserschreiber mit wasserfester Tinte für die Overheadprojektion. Ab 1974 wurde das Lumocolor-Sortiment mit den „Overhead-Breitschreibern“ mit Keilspitze ergänzt.
Staedtler hatte ab Ende der 1970er Jahre fünf verschiedene Spitzen sowie ein umfangreiches Sortiment an Folien entwickelt. Die Staedtler Box – eine innovative und zwischenzeitlich patentierte Multifunktionspackung – wurde 1999 für Lumocolor konstruiert und im Jahr 2000 im Markt eingeführt. Bis zum Jubiläumsjahr 2004 wurden u. a. der Staedtler Lumocolor permanent special für viele besondere Anwendungen wie z. B. zum Schreiben und Markieren auf Teflon oder nano-technisch behandelten Oberflächen und der Staedtler Lumocolor permanent compact vorgestellt.
Im Jahre 2013 präsentierte Staedtler auf der Messe Paperworld erstmals seine Weltneuheit „Fotomalset“. Mittels einer App können beim „Fotomalset“ individualisierbare und personalisierte Malbücher aus eigenen Fotos erstellt und online bestellt werden. Der Vertrieb startete im Mai 2013 über die Integration der Malbuchfunktion in Hotel-Apps.

## Belege
1. 1 2   Bundesanzeiger: Konzernabschluss zum Geschäftsjahr vom 01.01.2023 bis zum 31.12.2023, abgerufen am 1. Februar 2025.
2. ↑  STAEDTLER Zahlen und Fakten. In: staedtler.com, abgerufen am 20. November 2022.
3. 1 2  STAEDTLER Mars(Hrsg.): Ein Kopf, viele Ideen. Nachhaltigkeit bei STAEDTLER. Nürnberg 2022, S. 20–25.
4. ↑  Genehmigungsurkunde vom 16. April 1997. In: staedtler.com, abgerufen am 20. November 2022.
5. ↑  STAEDTLER weltweit. In: staedtler.com, abgerufen am 20. November 2022.
6. ↑  STAEDTLER Mars(Hrsg.): Ein Kopf, viele Ideen. Nachhaltigkeit bei STAEDTLER. Nürnberg 2022, S. 9.
7. ↑  90 Jahre Lumograph. In: lexikaliker.de, abgerufen am 20. November 2022.
8. ↑  Kleiner Mond. In: lexikaliker.de, abgerufen am 20. November 2022.
9. ↑  Staedtler baut auf Nachhaltigkeit made in Germany. In: Lebensmittelzeitung. 26. November 2021, S. 46.
10. ↑  Produkte. In: staedtler.com, abgerufen am 22. November 2022.
11. ↑  DPMA Registerauskunft Mars. In: dpma.de, abgerufen am 22. November 2022.
12. ↑  90 Jahre lumograph. In: lexikaliker.de, abgerufen am 22. November 2022.
13. ↑  DPMA Registerauskunft Lumograph. In: dpma.de, abgerufen am 22. November 2022.
14. ↑  Mars Lumograph. in: staedtler.com, abgerufen am 22. November 2022.
15. ↑  DPMA Registerauskunft LUMOCOLOR. In: dpma.de, abgerufen am 22. November 2022.
16. ↑  Staedtler Mars (Hrsg.): Let´s talk quality. Nürnberg 2000.
17. ↑  DPMA Registerauskunft NORIS. In: dpma.de, abgerufen am 22. November 2022.
18. ↑  Noris 120 Bleistift. In: staedtler.com, abgerufen am 22. November 2022.
19. ↑  Staedtler Noris – The only pencil worth considering. in: youtube.com, abgerufen am 22. November 2022.
20. ↑  DPMA Registerauskunft TRIPLUS. In: dpma.de, abgerufen am 22. November 2022.
21. ↑  25 Jahre triplus. In: staedtler.com, abgerufen am 22. November 2022.
22. ↑  triplus fineliner. In: staedtler.com, abgerufen am 22. November 2022.
23. ↑  STAEDTLER Historie. Ideen aus FIMO. Staedtler, abgerufen am 6. Juni 2024.
24. 1 2  Rudolf Kreutzer: Meine Ziele. Ein Unternehmerschicksal in bewegter Zeit. München 1967, S. 109–111.
25. 1 2  Die Staedtler-Stiftung – Ideen und Wissen sind das Kapital der Zukunft. In: staedtler.com, abgerufen am 20. November 2022.
26. 1 2 3  STAEDTLER Mars(Hrsg.): Ein Kopf, viele Ideen. Nachhaltigkeit bei STAEDTLER. Nürnberg 2022, S. 12–17.
27. ↑  Partner der FSSN. In: Homepage der Friedrich-Staedtler-Schule, abgerufen am 30. November 2022.
28. ↑  STAEDTLER Mars(Hrsg.): Ein Kopf, viele Ideen. Nachhaltigkeit bei STAEDTLER. Nürnberg 2022, S. 28.
29. ↑  August Jegel: Die wirtschaftliche Entwicklung von Nürnberg-Fürth, Stein und des Nürnberger Raumes seit 1806. Spindler, Nürnberg 1952, S. 248–249.
30. 1 2  Richard Winkler: Staedtler, Bleistiftfabrikanten. (ev.). In: Stolberg-Wernigerode, Otto zu (Hrsg.): Neue deutsche Biographie. Bd. 25, Berlin, 2013, S. 18–19 (Digitalisat).
31. ↑  Rudolf Geiger: Die Bleistiftmacher Staedtler und ihre Bedeutung für die Geschichte des Bleistifts. Ein Beitrag zur Geschichte von Nürnbergs Handwerk und Industrie. Sebaldus-Verlag, Nürnberg 1952, S. 47–52.
32. 1 2 3 4  Rudolf Geiger: Die Bleistiftmacher Staedtler und ihre Bedeutung für die Geschichte des Bleistifts. Ein Beitrag zur Geschichte von Nürnbergs Handwerk und Industrie. Sebaldus-Verlag, Nürnberg 1952. S. 56–60.
33. ↑  Rufolf Kreutzer: Meine Ziele. Ein Unternehmerschicksal in bewegter Zeit. München 1967, S. 10.
34. 1 2  Rudolf Kreutzer: Meine Ziele. Ein Unternehmerschicksal in bewegter Zeit. München 1967, S. 45–51.
35. 1 2  Museen der Stadt Nürnberg (Hrsg.): Ein Stift geht um die Welt. Nürnberger Bleistiftgeschichte, Nürnberg, 2001, S. 40–42.
36. ↑  Rudolf Kreutzer: Meine Ziele. Ein Unternehmerschicksal in bewegter Zeit. München 1967, S. 79–81.
37. ↑  J.S. STAEDTLER Mars Pen & Pencil Works (Hrsg.): Staedtler Catalogue´70. Nürnberg 1970, S. 7.
38. ↑  Staedtlers neuer Firmensitz. In: Nürnberger Zeitung. Nr. 124, 1989, S. 49.
39. ↑  STAEDTLER Mars (Hrsg.): General Catalogue. Nürnberg 1978, S. 1.
40. ↑  Ebner Verlag (Hrsg.): Scriptum. Die schönsten Schreibgeräte. Ulm 1995, S. 40–44.
41. ↑  Meilensteine der Clay-Entwicklung. In: STAEDTLER Industrial Produkts, abgerufen am 20. November 2022.
42. ↑  Genehmigungsurkunde vom 16. April 1997. In: staedtler.com, abgerufen am 20. November 2022.
43. ↑  Promotionspreise der Staedtler-Stiftung. 13. Februar 2024, abgerufen am 5. August 2024 (deutsch).
44. ↑  Stiftung. Abgerufen am 5. August 2024.